# キングス・カレッジ・チャペル

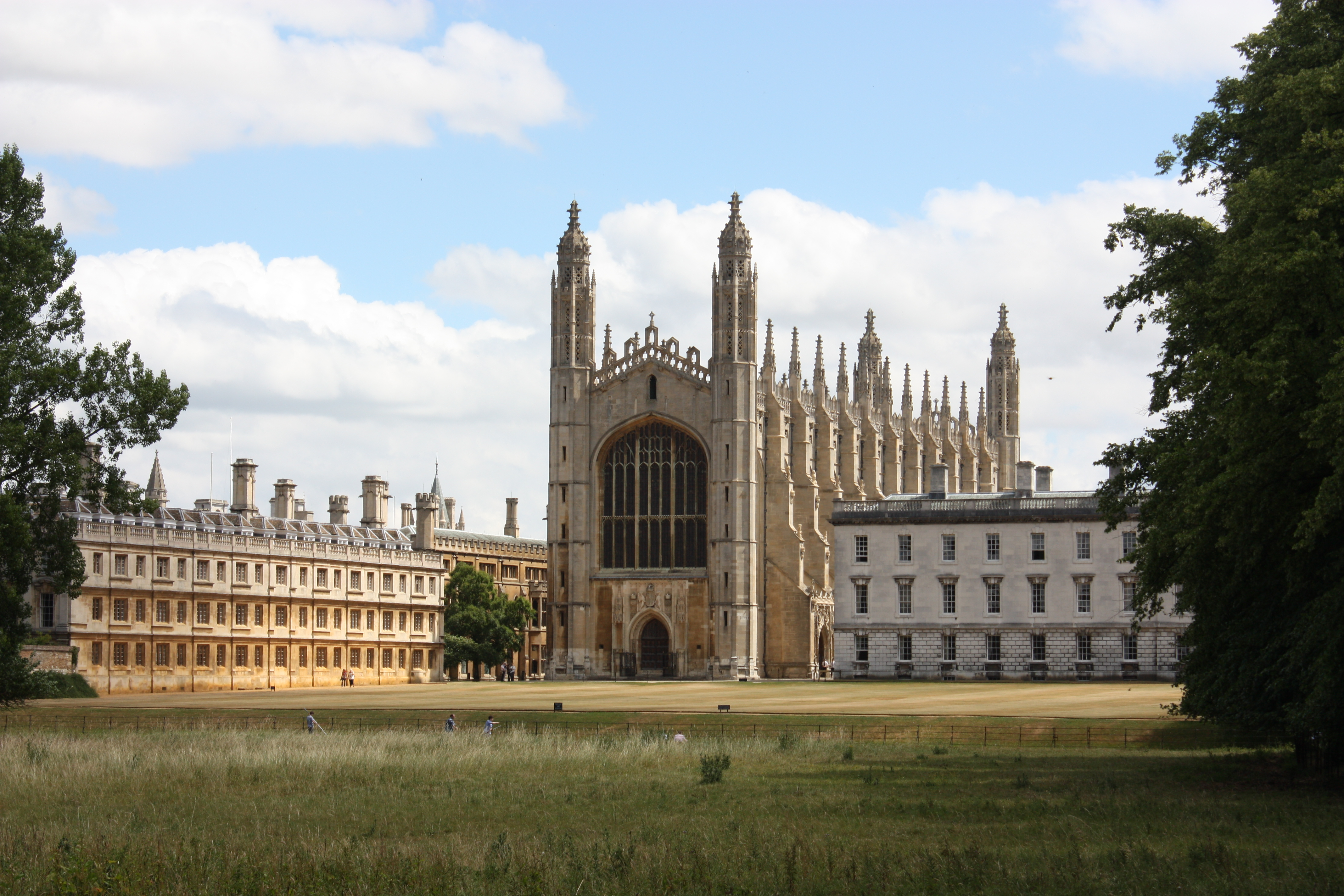
ケンブリッジ大学キングス・カレッジ・チャペル

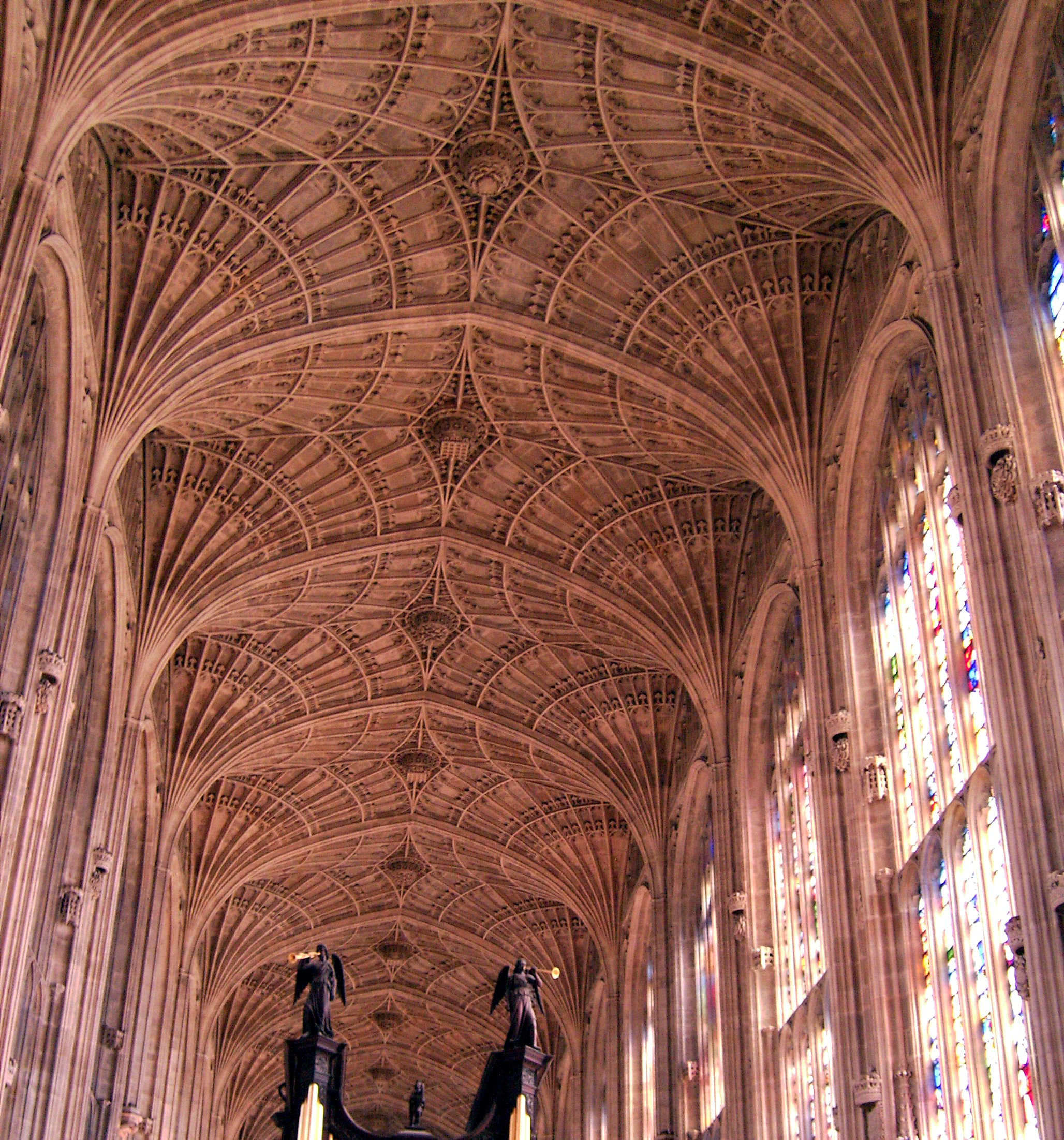
扇形ヴォールト

キングス・カレッジ・チャペル (英: King's College Chapel) は、ケンブリッジ大学のキングス・カレッジにある礼拝堂。垂直式ゴシック建築の代表例で、世界最大級の扇型ヴォルトや中世の立派なステンドグラスなどで有名である。キングスカレッジ合唱団の活動拠点でもある。毎年クリスマスイブに「9つの聖書日課とクリスマスキャロル」（A Festival Of Nine Lessons and Carols）が行われる。この礼拝は1918年に始まったもので、1928年にはラジオ放送も開始される。今日では世界各国で放送されている。

## 建築の歴史
このチャペルはキングス・カレッジで唯一、国王によって建築が開始された建物である。1446年よりヘンリー6世によって建て始められ、国王自身が7月25日、聖ジェームズ祭において礎石を置いた。
建築開始から15年で基礎となる土台が完成した。この建築初期の頃は近くで採掘された白い苦灰石が用いられた。バットレスの色が途中で変わっていることから、途中から種類の異なる石が使われたことが分かる。1446年頃までは苦灰石が用いられていたとされる。
ヘンリー6世は1471年5月にロンドン塔で処刑された。新国王エドワード4世が建築を引き継いだが、チャペルの建築に力を入れなかったため、エドワードが死去する1483年まで建築はあまり進まなかった。そののち王位についたリチャード3世は、6つの区画を建築し、そのうち5つの屋根にはオークや鉛が用いられた。リチャード3世を倒したヘンリー7世は1503年、初めに建てられた5つの区画で聖ジョージ前夜礼拝を行った。これらの区画の屋根には木材が用いられていた。彼は伯父ヘンリー6世が始めたチャペルの建築を本格的に進めることを決め、資金提供をしている。彼が資金を送るために使ったとされる箱は現在チャペルで展示されている。1508年から建築が本格化するが、ヘンリー7世は翌年死亡する。その後を継いだヘンリー8世は木や鉛を使って建築を続け、1512年には外観が完成する。
扇型ヴォルトは1512年から1515年までのわずか3年でジョン・ワステルによって作られた。構造が出来たのは1515年頃であるが、正式に使用されることになるのは1538年のことで、それまでに多くの装飾などが施された。実に70年間をかけて歴代のイングランド王によって作られた傑作である。

## 建築の外観や内部
窓
2つの面にそれぞれ12個の大きな窓があり、それぞれに美しいステンドグラスがはめられている。東西両面にはさらに大きな窓が設置されている。これらは大体1515年から1531年にかけて作られた。そのうち25個は1517年から1531年にかけて作られ、当時から残っているものとしては世界有数の窓である。
材料
タッドカスターの白い苦灰石、キングス・クリフのフリーストーン、クリプシャムやピーターボロウのオーライトやウェルドン・ストーンが用いられている。
ヴォルト
世界でも最大規模の扇型ヴォルトがあり、それぞれ緻密に動物の紋章やテューダー朝の文様が彫られている。
内陣仕切りや聖職者席
仕切には天使、動物、鳥や植物などの装飾が木に彫られている。礼拝堂前室と聖歌隊席を分ける仕切はヘンリー8世より寄付されたものである。
オルガン
オルガンは1666年から1668年にかけて作られたが、現存するものは1688年、ルネ・ハリスによって作られたものである。